# Alunite
L'alunite è un minerale scoperto nel XV secolo tra Allumiere (il cui nome deriva proprio dall'allume) e Tolfa, nei pressi di Roma. L'alunite veniva estratta per la produzione dell'allume, J.C. Delametherie nel 1707 la denominò aluminilite ma François Beudant nel 1824 ne contrasse il nome in alunite.
L'alunite è un solfato basico di alluminio e potassio, KAl3(SO4)2(OH)6. Il sodio può sostituire il potassio e quando il sodio supera il potassio, prende il nome di natroalunite. Non è solubile in acqua o acidi deboli, è solubile nell'acido solforico. La jarosite è l'analogo con il ferro Fe3+ che sostituisce l'alluminio. Quest'ultima si trova come minerale secondario nei giacimenti di solfati di ferro.

## Morfologia
I cristalli di alunite, di colore variabile dal bianco al giallo grigiastro, sono rari, si formano in cavità presenti dentro masse compatte del minerale. L'alunite cristallizza secondo il sistema esagonale con cristalli che formano piramidi trigonali somiglianti a romboedri le cui facce formano angoli di 90°50' così che appaiono simili a cubi.

## Origine e giacitura
L'alunite si trova in vene e come sostituzione nelle trachiti, rioliti ed altre rocce vulcaniche ricche di potassio. Essa è formata dall'azione di soluzioni ricche di acido solforico su queste rocce durante l'ossidazione e la lisciviazione dei giacimenti di solfuri metallici. L'alunite inoltre si trova vicino alle fumarole vulcaniche. Quando si presenta sotto forma di masse a grana fine somiglia al calcare, dolomite, anidrite e magnesite. Le forme più compatte provenienti dall'Ungheria sono così dure e resistenti da poter essere usate come pietre da macina.
Storicamente i giacimenti sono stati coltivati in Toscana, Ungheria e a Bulahdelah, Australia. Negli Stati Uniti è stata trovata nel distretto di San Juan, Colorado; a Goldfield in Nevada; nella città fantasma di Alunite nei pressi di Marysvale nello Utah e sulla Red Mountain presso Patagonia in Arizona. Il ritrovamento segnalato in Arizona è avvenuto sopra un canyon chiamato Alum Gulch. A Marysvale l'alunite si estrae per ricavare potassio ed alluminio. Alcuni dei giacimenti sono stati localizzati mediante tecniche di imaging multispettrale condotto con l'utilizzo di aerei e satelliti.